# Brachyplatycerus
Brachyplatycerus is een geslacht van vliesvleugeligen uit de familie Encyrtidae. De wetenschappelijke naam van dit geslacht is voor het eerst geldig gepubliceerd in 1972 door De Santis.

## Soorten
Het geslacht Brachyplatycerus is monotypisch en omvat slechts de volgende soort:
- Brachyplatycerus minutum De Santis, 1972